# Fifth Avenue / 59th Street (métro de New York)
Fifth Avenue / 59th Street est une station souterraine du métro de New York située dans le quartier de Midtown, à Manhattan. Elle est située sur l'une des lignes (au sens de tronçons du réseau) principales, la BMT Broadway Line (métros jaunes) issue du réseau de l'ancienne Brooklyn-Manhattan Transit Corporation (BMT). Sur la base des chiffres 2012, la station, située vers l'entrée sud-est de Central Park, était la 68e plus fréquentée du réseau sur un total de 461.
Au total, trois services y circulent :
- les métros N y transitent 24/7 ;
- les métros W y font halte en semaine uniquement ;
- la desserte R s'y arrête tout le temps, sauf la nuit (late nights).